# Promontorium Agassiz

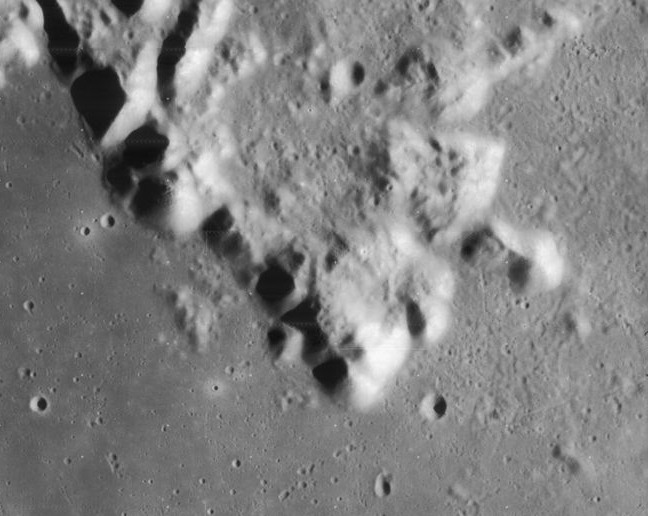
Promontorium Agassiz

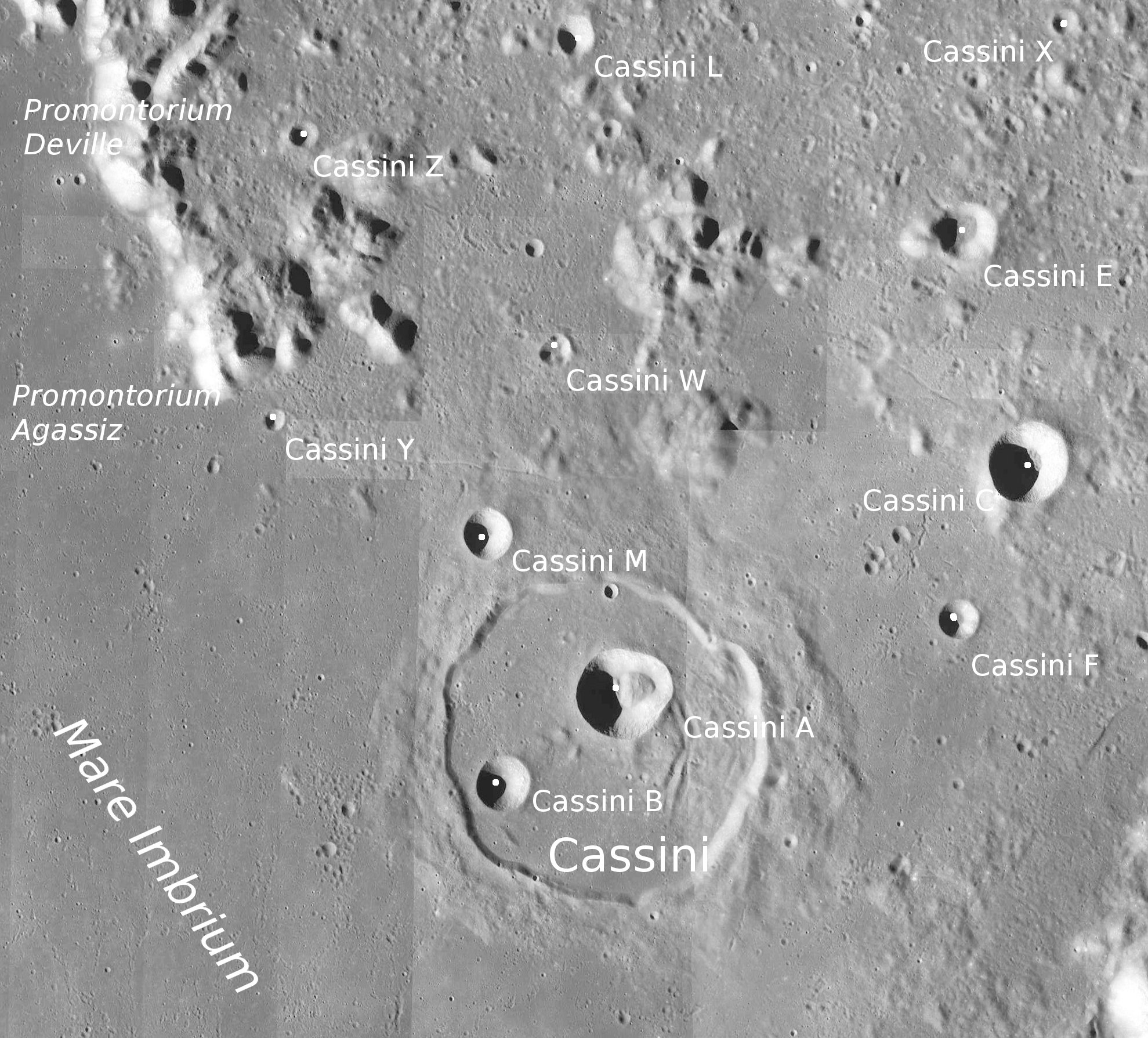
Le Promontorium Agassiz au nord du cratère Cassini et à l'est de la Mare Imbrium.

Promontorium Agassiz ist ein auf dem Mond gelegenes Vorgebirge (Promontorium), das sich nordöstlich vom Mare Imbrium auf der Mondvorderseite befindet (selenografische Koordinaten 42.4° N, 1.77° E). Nördlich befindet sich das Promontorium Deville und Mont Blanc, südwestlich das Mons Piton und südöstlich der Cassini Krater.
Das Promontorium Agassiz wurde 1935 von der IAU nach dem Schweizer Zoologen und Geologen Jean Louis Rodolphe Agassiz offiziell benannt.